# John Falb
John Falb, né le 13 décembre 1971 à Dallas aux États-Unis, est le président de l'entreprise College Loan Corporation ainsi que pilote de course automobile américain. Il a remporté le championnat European Le Mans Series en 2017 dans la catégorie LMP3.

## Carrière sportive
En 2014, John Falb débute dans le sport automobile en disputant deux manches du championnat américain Tudor United SportsCar Championship sur les circuits du Kansas et de Virginie au sein de l'écurie ONE Motorpsort.
En 2015, il renouvelle l'expérience en participant à trois manches du même championnat Tudor United SportsCar Championship au sein des écuries BAR1 Motorsports et Starworks Motorsport au volant d'une Oreca FLM09. C'est ainsi qu'il participe à sa première grande course d'endurance, le Petit Le Mans 2015.
En 2016, John Falb, avec le BAR1 Motorsports participe pour la première fois aux 24 Heures de Daytona. Il s'engage ensuite avec l'écurie Graff dans le championnat European Le Mans Series au volant d'une Ligier JS P3 dans la catégorie LMP3, avec comme copilotes l'américain Sean Rayhall et le vénézuélien Enzo Potolicchio. Pour cette première saison en Europe, John Falb ne brille pas particulièrement, en abandonnant à deux reprises et en voyant le drapeau à damier à quatre reprises sans monter sur le podium.

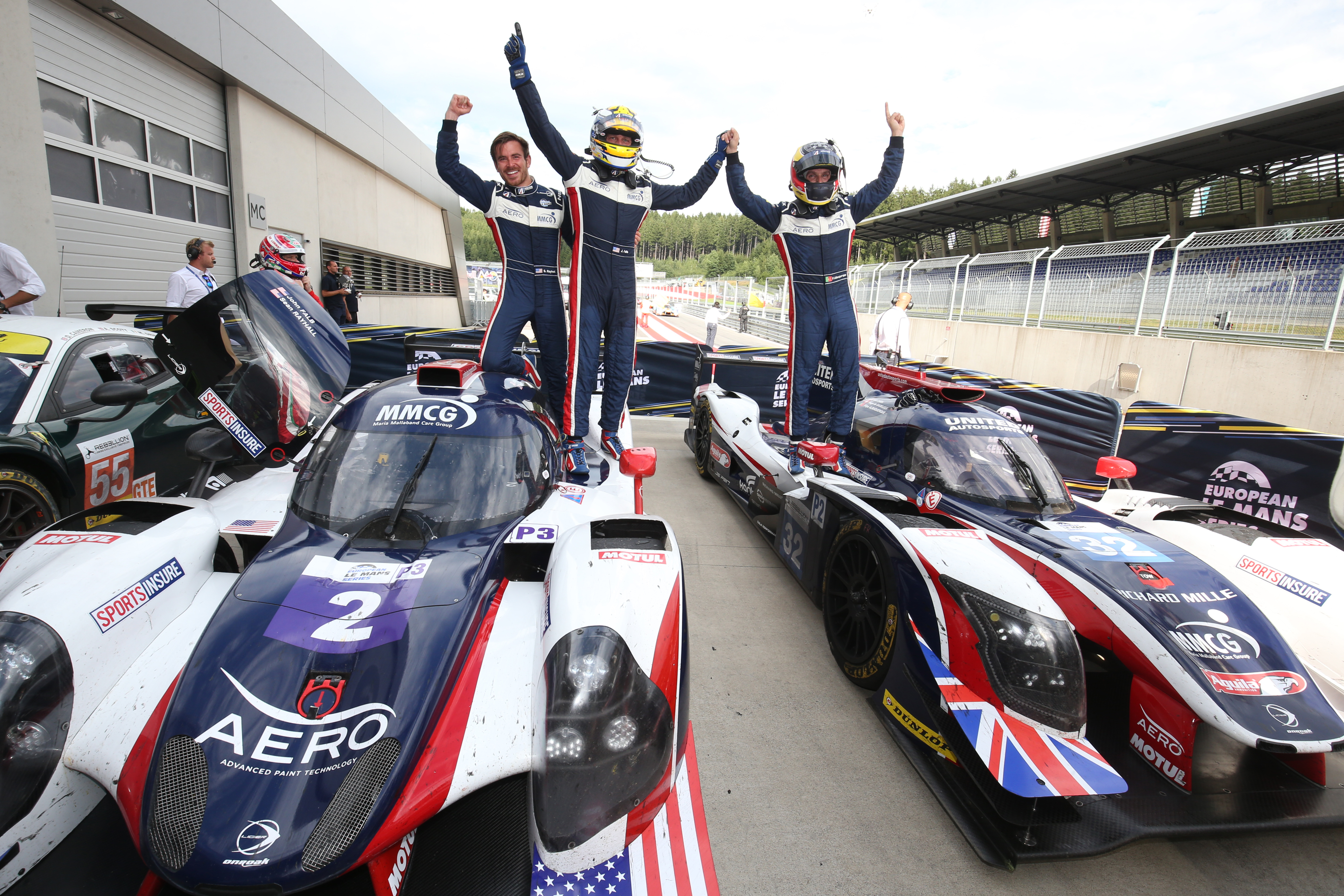
John Falb à l'arrivée des 4 Heures du Red Bull Ring 2017.

En 2017, après avoir passé une saison au sein de l'écurie française Graff, John Falb a rejoint l'écurie anglo-américaine United Autosports afin de participer au même championnat European Le Mans Series au volant d'une Ligier JS P3 dans la catégorie LMP3. Pour cela, il est épaulé par le pilote américain Sean Rayhall. La saison se déroule de manière satisfaisante avec une victoire de catégorie dans les 4 Heures de Silverstone et dans les 4 Heures du Castellet, une seconde place lors des 4 Heures du Red Bull Ring et lors des 4 Heures de Portimão et une troisième place aux 4 Heures de Spa. John Falb marque ainsi 103 points et remporte, avec son copilote, le classement pilotes LMP3. Cette saison aurait pu être agrémentée d'une victoire supplémentaire si Falb n'avait pas enfreint la vitesse limite de 80 km/h lors d’une procédure de Full Course Yellow à la fin de la deuxième heure de course lors des 4 Heures du Red Bull Ring. De ce fait, il a écopé d’un drive through converti en 25 secondes de pénalité, ajoutées au temps de course, ce qui lui fait perdre la course. Durant cette saison, John Falb a également participé à des manches du championnat américain WeatherTech SportsCar Championship, notamment aux 24 Heures de Daytona et au Petit Le Mans, qu'il remporte au volant d'une Oreca FLM09.

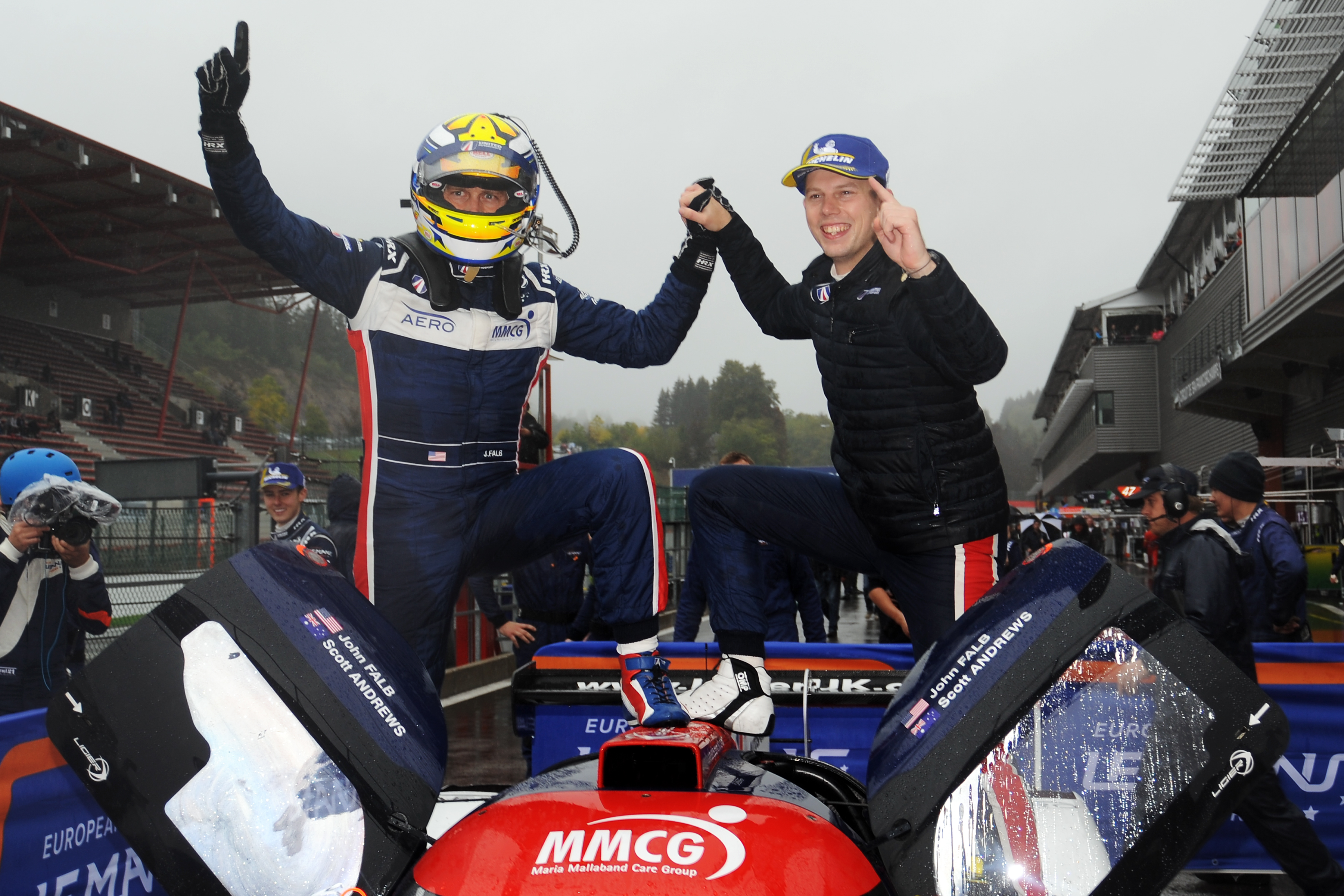
John Falb et Scott Andrews lors des 4 Heures de Spa-Francorchamps.

En 2018, fort du titre obtenu la saison précédente en European Le Mans Series, John Falb et Sean Rayhall remettent leur titre en jeu. Les quatre premières manches du championnat se soldent d'abord par un abandon lors des 4 Heures du Red Bull Ring, puis par trois courses sans monter sur le podium. Lors des 4 Heures de Spa, Sean Rayhall étant indisposé, il est remplacé par le pilote australien Scott Andrews. Ce changement a des effets bénéfiques car les dernières courses se soldent par une victoire lors des 4 Heures de Spa et une troisième place lors des 4 Heures de Portimão. John Falb a ainsi marqué 53.5 et finit en 6e position du classement pilotes LMP2. Son copilote durant les trois dernières saisons, Sean Rayhall, met un terme à sa carrière à l'issue de la saison. Comme la saison précédente, John Falb a aussi participé aux 24 Heures de Daytona. Contrairement à ses précédentes participation, ce n'est pas au volant d'une Oreca FLM09 qu'il participe à cette course, mais avec une Acura NSX GT3.

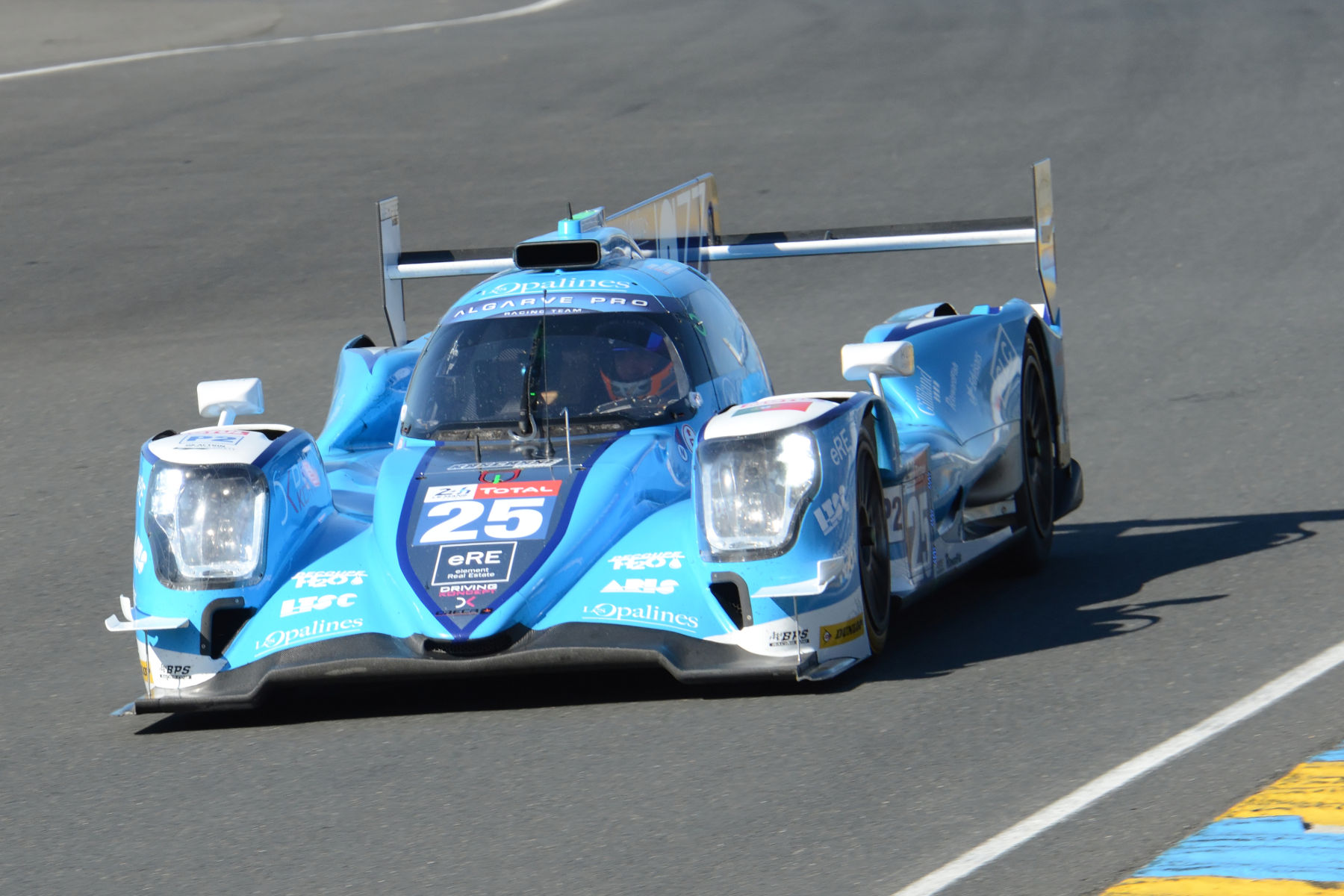
L'Oreca 07 de l'écurie Algarve Pro Racing lors des 24 Heures du Mans 2019.

En 2019, après deux saisons passées chez United Autosports, John Falb  rejoint l'écurie portugaise Algarve Pro Racing afin de participer au championnat European Le Mans Series et aux 24 Heures du Mans au volant d'une Oreca 07 dans la catégorie LMP2. L'équipage de la voiture pour les European Le Mans Series était originellement composé du pilote français Andrea Pizzitola et du pilote américain Mark Patterson. Cependant, à la suite d'un accident lors des essais des 4 Heures de Monza, Mark Patterson doit mettre un terme à sa saison pour cause de fractures pelviennes. Il est ensuite remplacé par le pilote français Olivier Pla. Sans briller, la voiture est régulière tout au long de la saison et John Falb marqu ainsi 28 points et finit en 14e position du classement pilotes LMP2. Pour sa première participation aux 24 Heures du Mans,, il est accompagné par le duo de pilotes français Andrea Pizzitola et David Zollinger. L'équipage voit le drapeau à damier et finit en 10e position de sa catégorie.
En 2020, John Falb continue sa collaboration avec l'écurie portugaise Algarve Pro Racing et participa de nouveau aux European Le Mans Series et aux 24 Heures du Mans, toujours au volant d'une Oreca 07 dans la catégorie LMP2. L'équipage de la voiture pour les European Le Mans Series est constitué du pilote français Gabriel Aubry et du pilote suisse Simon Trummer, qui est remplacé pour la dernière épreuve de la saison, les 4 Heures de Portimão, par le pilote indien Arjun Maini. Malgré un équipage plus compétitif que la saison précédente, et bien que la voiture ait été à l'arrivée de chaque épreuve du championnat, il ne peut monter sur le podium. John Falb marque 19.8 points et finit en 14e position du classement pilotes LMP2. Pour sa seconde participation aux 24 Heures du Mans,, il est accompagné du pilote américain Matthew McMurry et du pilote suisse Simon Trummer. Il parcourt huit tours de plus que lors de la précédente édition et finit en 8e position de sa catégorie.
En 2021, pour la première fois, John Falb participe au championnat Asian Le Mans Series avec l'écurie russe G-Drive Racing, écurie soutenue techniquement par l'Algarve Pro Racing.

## Palmarès

### Résultats aux24 Heures du Mans
| Année | Écurie             | Copilotes                        | Voiture           | Classe | Tours | Pos. | Class Pos. |
| ----- | ------------------ | -------------------------------- | ----------------- | ------ | ----- | ---- | ---------- |
| 2019  | Algarve Pro Racing | Andrea Pizzitola David Zollinger | Oreca 07 - Gibson | LMP2   | 357   | 15e  | 10e        |
| 2020  | Algarve Pro Racing | Matthew McMurry Simon Trummer    | Oreca 07 - Gibson | LMP2   | 365   | 12e  | 8e         |

### Résultats aux24 Heures de Daytona
| Année | Écurie               | Copilotes                                              | Voiture       | Classe | Tours | Pos. | Class Pos. |
| ----- | -------------------- | ------------------------------------------------------ | ------------- | ------ | ----- | ---- | ---------- |
| 2016  | BAR1 Motorsports     | Adam Merzon Ryan Eversley (en) Don Yount Ryan Lewis    | Oreca FLM09   | PC     | 610   | 38e  | 5e         |
| 2017  | Starworks Motorsport | Ben Keating Robert Wickens Chris Cumming Remo Ruscitti | Oreca FLM09   | PC     | 464   | Abd. | Abd.       |
| 2018  | HART                 | Ryan Eversley (en) Chad Gilsinger Sean Rayhall         | Acura NSX GT3 | GTD    | 719   | 37e  | 16e        |

### Résultats enEuropean Le Mans Series
| Année | Ecurie             | Châssis      | Moteur                      | Classe | 1      | 2        | 3        | 4        | 5      | 6     | Position | Points |
| ----- | ------------------ | ------------ | --------------------------- | ------ | ------ | -------- | -------- | -------- | ------ | ----- | -------- | ------ |
| 2016  | Graff              | Ligier JS P3 | Nissan VK50VE 5,0 l V8 Atmo | LMP3   | SIL 13 | IMO Abd. | RBR 7    | LEC Abd. | SPA 7  | EST 4 | 11e      | 24.5   |
| 2017  | United Autosports  | Ligier JS P3 | Nissan VK50VE 5,0 l V8 Atmo | LMP3   | SIL 1  | MON 9    | RBR 2    | LEC 1    | SPA 3  | POR 2 | 1re      | 103    |
| 2018  | United Autosports  | Ligier JS P3 | Nissan VK50VE 5,0 l V8 Atmo | LMP3   | LEC 5  | MON 5    | RBR Abd. | SIL 7    | SPA 1  | POR 3 | 6e       | 53.5   |
| 2019  | Algarve Pro Racing | Oreca 07     | Gibson GK428 4,2 l V8 Atmo  | LMP2   | LEC 11 | MON 12   | BAR 6    | SIL 6    | SPA 10 | ALG 5 | 14e      | 28     |
| 2020  | Algarve Pro Racing | Oreca 07     | Gibson GK428 4,2 l V8 Atmo  | LMP2   | LEC 10 | SPA 9    | LEC 5    | MON 11   | POR 8  |       | 12e      | 19.5   |